# Папин дракон
«Па́пин драко́н» (англ. My Father’s Dragon) — сказочная повесть (роман) американской писательницы Рут Стайлс Ганнетт, опубликованная в 1948 году и рассказывающая о мальчике Элмере, который отправляется на Дикий остров, чтобы спасти дракона, находящегося там в плену. Книга была написана за две недели во время вынужденного отпуска и поиска работы.
Позже Ганнет написала два продолжения книги. Все три книги проиллюстрировала Рут Крисман Ганнетт — мачеха писательницы. Нарисовать карты островов и выбрать оформление книги помог художник и дизайнер Питер Кан, будущий муж Рут Стайлс.
Первая повесть трилогии дважды экранизирована. На русский язык переведена только первая повесть трилогии, вышедшая в 2012 году в переводе Григория Кружкова и переизданная в 2020 году.

## Сюжет
Главный герой — мальчик по имени Элмер Александр (в оригинале англ. Elmer Elevator); по словам рассказчика, это его папа, когда он был маленьким. Однажды он находит на улице старого бездомного кота (в оригинале — кошку) и приводит в дом, однако мама не разрешает его оставить. Папа признаётся коту, что больше всего мечтает о том, чтобы летать, и кот рассказывает ему, как можно осуществить эту мечту: для этого надо попасть на Дикий остров, куда когда-то прямо из облака выпал маленький дракон. А поскольку остров разделён на две части широкой рекой, звери решили с помощью дракончика решить проблему переправы через реку: они привязали его за шею к столбу и заставили переносить пассажиров и грузы туда и обратно.
Элмер решил спасти дракончика. Он сбежал из дома и в трюме грузового судна доплыл до Мандаринового острова, откуда по гряде торчащих из океана скал перебрался на Дикий остров, населённый лишь дикими зверями. Как он ни пытался прятаться, его появление на острове не осталось незамеченным: его сначала увидела маленькая мышка, потом окликнули в темноте две черепахи, а затем Элмер услышал разговор двух кабанов, которые обсуждали, не появился ли на острове чужак. Когда Элмера окружили семь тигров, он спасся, дав им жвачку и сказав, что если её долго жевать и затем посадить в землю, из неё вырастет много-много «самой ароматной, самой замечательной жвачки в мире». Затем Элмеру повстречался носорог, но и его он смог отвлечь, дав ему зубную щётку и пасту, чтобы почистить загрязнившийся рог. Позже на Элмера хотел напасть лев со спутанной гривой, который рассказал ему, что боится встречи с мамой, которая очень не любит нерях. Тогда мальчик дал льву расчёску, щётку для волос и семь разноцветных ленточек и научил его расчёсывать гриву и заплетать на ней косички. Наконец, уже у самой реки Элмер столкнулся с гориллой, которая не давала ему пройти, при этом страдала от блох. Элмер раздал шести маленьким обезьянкам, которые искали блох у гориллы, увеличительные стёкла, чтобы им было легче найти блох. Пока они это делали, Элмер нашёл столб с верёвкой, однако дракончик находился на другой стороне реки. Тем временем кабаны всё больше укрепились в своих подозрениях о том, что на острове появился кто-то, кто хочет освободить их дракона.
Чтобы перебраться на ту сторону реки, Элмер предложил крокодилам, которые плавали в реке и хотели его съесть, леденцы на палочках, причём первый леденец он воткнул в землю, а остальные привязывал к хвосту каждого крокодила так, чтобы его ел следующий крокодил. Крокодилы выстроились друг за другом, образовав мост через реку. Элмер перебрался на противоположный берег и разрезал верёвку, которой был привязан дракончик. В погоню за ним прямо по крокодилам пустились два кабана, семеро тигров, носорог, два льва, горилла и «бесчисленное множество визжащих обезьян», однако, когда первый крокодил закончил есть свой леденец, он отплыл от берега, и вся цепочка крокодилов вместе со стоявшими на них животными поплыла по реке. А Элмер познакомился с дракончиком и полетел на нём — сначала на Мандариновый остров, а потом обратно домой.

## Награды
- В 1949 году книга была удостоена почётного диплома (Newbery Honor) на награждении Медалью Ньюбери[6].
- Повесть также вошла в список 100 лучших книг для детей по версии Национальной образовательной ассоциации на основе опроса учителей в 2007 году[7] и заняла 49-е место среди лучших детских романов по версии журнала School Library Journal в опросе 2012 года[8].

## Оценки
Джим Трелиз и Синди Джорджис отмечают, что книга Ганнетт «выдержала проверку временем: её допечатывают уже более 70 лет». Тон книги «достаточно драматичный, чтобы увлечь даже развитых дошкольников, но не такой напряжённый, чтобы их напугать».
Джим Трелиз и Синди Джорджис в качестве близкого по тематике произведения упоминают книгу «Дракон-лежебока» Кеннета Грэма. В свою очередь, блогер Елена Годовёнок отмечает, что завязка книги (встреча мальчика с бродячим котом и отправление в путешествие) напоминает советскую повесть «Дядя Фёдор, пёс и кот».

## Адаптации
- В 1997 году по книге был снят полнометражный японский аниме-фильм «Приключения Элмера» (エルマーの冒険).
- В 2022 году книга была экранизирована компанией Cartoon Saloon, в роли режиссёра выступила Нора Туми. Главные роли озвучили Джейкоб Трамбле (Элмер) и Гейтен Матараццо (дракон Борис)[11]. Мультфильм «Папин дракон» вышел на Netflix 11 ноября[12].